# Руэллия
Руэ́ллия (лат. Ruéllia) — крупный род цветковых растений семейства Акантовые.

## Название
Родовое название дано в честь французского врача и ботаника Жана Рюэля (1474—1532).

## Описание
Многолетние травянистые растения или кустарники с прямостоячими или стелющимися стеблями. Ткани содержат цистолиты.
Листья черешковые или сидячие, по форме пластинки — овальные, яйцевидно-ланцетные или лопатчатые; цельные, городчатые или зубчатые по краю; на концах тупые или заострённые.

Руэллия клубненосная (Ruellia tuberosa). Верхушка цветущего побега.

Соцветия — терминальные или пазушные дихазии, иногда формирующие дихазиальный колос, тирс или метёлку, резе редуцированные до одиночного цветка. Прицветники мелкие, супротивные, зелёные, цельные. Прицветнички парные или отсутствуют. Цветки на цветоножках или сидячие. Чашечка глубоко разделена на пять линейных или ланцетных долей примерно равной длины. Венчик воронковидный, чаще крупный, по цвету красный, пурпурный, жёлтый или белый, реже — мелкий, клейстогамный; состоит из длинной прямой или изогнутой трубки с широким отгибом с пятью равными или разными по размеру округлыми продольно-складчатыми долями. Четыре дидинамные тычинки обычно не выходят за пределы трубки венчика, пыльники двухтековые (теки продолговатые, параллельные, равные); стаминодии одиночные или отсутствуют. Завязь двухгнёздная с 2—10 семязачатками в каждом гнезде. Пестик тонкий, обычно не выходит за пределы венчика, рыльце двухгребневое.
Плод — коробочка, с плодоножкой или сидячая, с 4—26 семенами. Семена сжатые с боков или плоские, дисковидные, обычно опушённые, прикреплены к небольшым крючковидным стебелькам (видоизменённые семяножки — retinacula), которые, распрямляясь, выбрасывают их из коробочки.

## Распространение
Тропики и субтропики по всему миру.

## Классификация

### Таксономическое положение
|  |                                |  |                                                  |                                                  |                     |  | еще 26 семейств в порядке Ясноткоцветные (APG IV, 2025) |                                                    |                                                    |                                                                                 |
|  |                                |  |                                                  |                                                  |                     |  |                                                         |                                                    |                                                    | 370 подтвержденных видов и 126 таксонов, ожидающих подтверждения (APG IV, 2025) |
|  |                                |  |                                                  | порядок Ясноткоцветные                           |                     |  |                                                         |                                                    | род Руэллия                                        |                                                                                 |
|  |                                |  |                                                  | порядок Ясноткоцветные                           |                     |  |                                                         |                                                    | род Руэллия                                        |                                                                                 |
|  | отдел Цветковые (APG IV, 2025) |  |                                                  |                                                  | семейство Акантовые |  |                                                         |                                                    |                                                    |                                                                                 |
|  | отдел Цветковые (APG IV, 2025) |  |                                                  |                                                  |                     |  |                                                         |                                                    |                                                    |                                                                                 |
|  |                                |  | ещё 63 порядка цветковых растений (APG IV, 2025) | ещё 63 порядка цветковых растений (APG IV, 2025) |                     |  |                                                         | еще 206 родов в семействе Акантовые (APG IV, 2025) | еще 206 родов в семействе Акантовые (APG IV, 2025) |                                                                                 |
|  |                                |  |                                                  | ещё 63 порядка цветковых растений (APG IV, 2025) |                     |  |                                                         |                                                    | еще 206 родов в семействе Акантовые (APG IV, 2025) |                                                                                 |

### Виды
Согласно базе данных сайта WFO, род насчитывает около 370 видов, некоторые из них:
- Ruellia amoena Sessé & Moc. — Руэллия приятная
- Ruellia brevifolia (Pohl) C.Ezcurra
- Ruellia caroliniensis (J.F.Gmel.) Steud. — Руэллия каролинская
- Ruellia devosiana Jacob-Makoy ex É.Morren — Руэллия Дево
- Ruellia elegans Poir.
- Ruellia humilis Nutt. — Руэллия низкая
- Ruellia macrantha (Nees) Van Houtte — Руэллия крупноцветковая
- Ruellia makoyana Closon
- Ruellia patula Jacq.
- Ruellia prostrata Poir. — Руэллия распростёртая
- Ruellia repens L. — Руэллия ползучая
- Ruellia simplex C.Wright — Руэллия простая
- Ruellia solitaria Vell. — Руэллия одиночная
- Ruellia tuberosa L. — Руэллия клубневая